# Liste der Abgeordneten zum Landtag Steiermark (XV. Gesetzgebungsperiode)
Diese Liste der Abgeordneten zum Landtag Steiermark (XV. Gesetzgebungsperiode) listet alle Abgeordneten zum Landtag Steiermark in der XV. Gesetzgebungsperiode auf. Die Gesetzgebungsperiode begann mit der konstituierenden Sitzung am 25. Oktober 2005 und dauert bis nach der Landtagswahl am 26. September 2010. Nach der Landtagswahl 2005 entfielen 25 der 56 Mandate auf die Sozialdemokratische Partei Österreichs (SPÖ), die sechs Mandate hinzugewinnen und erstmals die Österreichische Volkspartei (ÖVP) überholen konnte. Die ÖVP erreichte bei der Wahl 24 Mandate und verlor bei der Wahl drei Mandate sowie den Landeshauptmann an die SPÖ. Die Freiheitliche Partei Österreichs (FPÖ) verlor alle ihre bisher sieben Mandate und schied aus dem Landtag aus, während die Kommunistische Partei Österreichs (KPÖ) mit vier Mandaten erstmals seit 1970 wieder in den Landtag einziehen konnte. Die Grünen – Die grüne Alternative (GRÜNE) blieben unverändert bei drei Mandaten.
In der ersten Sitzung des Landtags Steiermark fand zuerst die Angelobung der Landtagsabgeordneten statt, danach folgte die Wahl der Mitglieder der Landesregierung. Die Regierungsmitglieder der Landesregierung Voves verzichteten, soweit sie zuvor als Landtagsabgeordnete angelobt worden waren, in der Folge auf ihre Landtagsmandate und waren nur kurze Zeit während der Sitzung Abgeordnete zum Landtag. Die letzte, 64. Sitzung der XV. Gesetzgebungsperiode fand am 2. Juni 2010 statt. Die konstituierende Sitzung des Landtags der XVI. Gesetzgebungsperiode erfolgte am 21. Oktober 2010.

## Funktionen

### Landtagsabgeordnete
| Name                       | Fraktion | Anmerkung |
| -------------------------- | -------- | --- |
| Bacher Johann              | ÖVP      | ab 15. November 2005 |
| Bachmaier-Geltewa Waltraud | SPÖ      | |
| Beutl Walburga             | ÖVP      | 2. Präsidentin |
| Böhmer Wolfgang            | SPÖ      | |
| Breithuber Werner          | SPÖ      | |
| Dirnberger Erwin           | ÖVP      | |
| Drexler Christopher        | ÖVP      | Klubobmann |
| Ederer Bernhard            | ÖVP      | |
| Edlinger-Ploder Kristina   | ÖVP      | nach Wahl zum Landesrat Mandatsverzicht am 27. Oktober 2005 |
| Maria Fischer              |          | Ersetzte Anton Lang nach dessen Ernennung zum Landesrat. |
| Flecker Kurt               | SPÖ      | nach Wahl zum Landeshauptmann-Stellvertreter Mandatsverzicht am 25. Oktober 2005, am 22. September 2009 neuerlich angelobt und zum 1. Landtagspräsidenten gewählt |
| Gach Heinz                 | ÖVP      | |
| Gangl Anton                | ÖVP      | |
| Gessl-Ranftl Andrea        | SPÖ      | bis 28. Oktober 2008 |
| Gödl Ernst                 | ÖVP      | |
| Gross Barbara              | SPÖ      | 3. Präsidentin |
| Gruber Detlef              | SPÖ      | |
| Gruber Erwin               | ÖVP      | |
| Hagenauer Peter            | Grüne    | bis 10. März 2008 |
| Hamedl Eduard              | ÖVP      | |
| Hammerl Gregor             | ÖVP      | |
| Kainz Manfred              | ÖVP      | ab 15. November 2005 |
| Kaltenegger Ernest         | KPÖ      | Klubobmann |
| Kasic Wolfgang             | ÖVP      | ab 15. November 2005 |
| Kaufmann Monika            | SPÖ      | |
| Klimt-Weithaler Claudia    | KPÖ      | |
| Kolar Gabriele             | SPÖ      | |
| Konrad Klaus               | SPÖ      | |
| Kröpfl Walter              | SPÖ      | Klubobmann |
| Lackner Karl               | ÖVP      | |
| Lackner Ursula             | SPÖ      | |
| Lechner-Sonnek Ingrid      | Grüne    | Klubobfrau |
| Leitner Elisabeth          | ÖVP      | ab 15. November 2005 |
| Majcen Franz               | ÖVP      | |
| Murgg Werner               | KPÖ      | |
| Ober Josef                 | ÖVP      | |
| Pacher Renate              | KPÖ      | |
| Persch Ewald               | SPÖ      | |
| Petinger Karl              | SPÖ      | |
| Prattes Erich              | SPÖ      | |
| Prutsch Günther            | SPÖ      | |
| Reinprecht Ilse            | SPÖ      | |
| Riebenbauer Franz          | ÖVP      | |
| Riener Barbara             | ÖVP      | ab 17. März 2009 für Annemarie Wicher |
| Rieser Peter               | ÖVP      | |
| Rupp Gerhard               | SPÖ      | ab 15. November 2005 |
| Schleich Franz             | SPÖ      | |
| Schmid Gerald              | SPÖ      | |
| Schnider Andreas           | ÖVP      | bis 27. Oktober 2005 |
| Schönleitner Lambert       | Grüne    | ab 11. März für Peter Hagenauer |
| Schöpfer Gerald            | ÖVP      | |
| Schrittwieser Siegfried    | SPÖ      | 1. Präsident, Mandatsniederlegung per 21. September 2009 |
| Schröck Martina            | SPÖ      | ab 15. November 2005 |
| Schützenhöfer Hermann      | ÖVP      | nach Wahl zum Landeshauptmannstellvertreter Mandatsverzicht am 27. Oktober 2005                                                                                   |
| Schwarz Johannes           | SPÖ      | |
| Seitinger Johann           | ÖVP      | nach Wahl zum Landesrat Mandatsverzicht am 27. Oktober 2005 |
| Stöhrmann Bernd            | SPÖ      | bis 11. November 2007 |
| Straßberger Josef          | ÖVP      | |
| Tromaier Siegfried         | SPÖ      | |
| Tschernko Peter            | ÖVP      | |
| Voves Franz                | SPÖ      | nach Wahl zum Landeshauptmann Mandatsverzicht am 25. Oktober 2005                                                                                                 |
| Wicher Annemarie           | ÖVP      | bis 16. März 2009 |
| Wöhry Odo                  | ÖVP      | |
| Zelisko Markus             | SPÖ      | ab 12. Februar 2008 für Bernd Stöhrmann |
| Zenz Klaus                 | SPÖ      | |
| Zitz Edith                 | Grüne    | |